# Muži na stromech
Muži na stromech (v anglickém originále Men in Trees) je americký televizní seriál, který byl vysílán v letech 2006–2008 na televizní stanici ABC. V Česku se objevil na Prima TV.

## Obsazení
| Anne Heche        | Marin Fristová        |
| Emily Bergl       | Annie O'Donnellová    |
| Derek Richardson  | Patrick O'Bachelorton |
| Seana Kofoed      | Jane                  |
| James Tupper      | Jack Slattery         |
| John Amos         | Buzz Washington       |
| Abraham Benrubi   | Ben Thomasson         |
| Suleka Mathew     | Sara Jacksonová       |
| Sarah Strange     | Theresa Thomassonová  |
| Cynthia Stevenson | Celia Bachelorová     |
| Lauren Tom        | Mai Washingtonová     |